# Phyllidiella pustulosa
Espèce
Synonymes
- Fryeria variabilis, Collingwood, 1881
- Phyllidia albonigra, Quoy & Gaimard, 1832
- Phyllidia melanocera, Yonow, 1986
- Phyllidia pustulosa, Cuvier, 1804 (nom originel)
- Phyllidia rotunda, Eliot, 1904
- Phyllidia spectabilis, Collingwood, 1881
- Phyllidia verrucosa, van Hasselt, 1824
- Phyllidiella nobilis, Bergh, 1869

Phyllidiella pustulosa est une espèce de nudibranche de la  famille des Phyllidies.

## Distribution
Cette espèce se rencontre dans la zone tropicale Indo/Ouest-Pacifique, Mer Rouge incluse.

## Habitat
Son habitat correspond à la zone récifale externes ainsi que sur les platiers jusqu'à 30 m de profondeur.

## Description

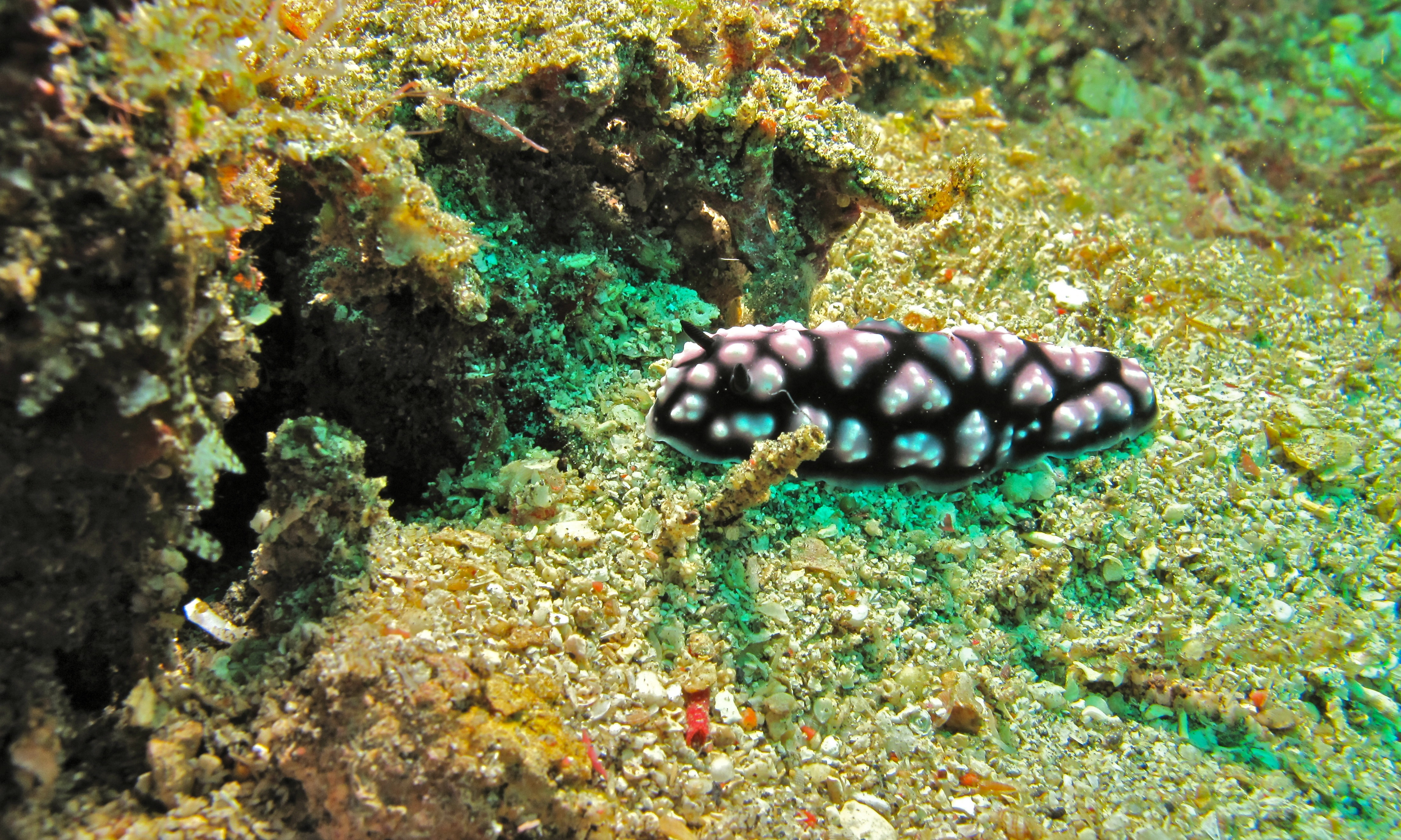
Phyllidiella pustulosa (Sulawesi, Indonésie)

Cette espèce peut mesurer jusqu'à 7 cm.
Le corps est allongé et limaciforme.
Le manteau a une teinte de fond noire, la surface du corps est garnie de petits tubercules roses à mauves regroupés par trois ou quatre pour former des amalgames  sur le manteau et dessiner ainsi de petits fer à cheval ou des taches irrégulières. Le sommet des tubercule est souvent marqué de blanc.
Possibilité mais pas nécessaire, d'avoir un liseré rose à mauve en bordure périphérique du manteau à la base du pied.
Les rhinophores sont lamellés, rétractiles et de teinte noire.

## Éthologie
Cette Phyllidie est benthique et diurne.

## Alimentation
Phyllidia pustulosa se nourrit exclusivement d'éponges.